# Казиер
Казиѐр (на италиански и на венециански: Casier) е община в Северна Италия, провинция Тревизо, регион Венето. Разположен е на 12 m надморска височина. Населението на общината е 11 205 души (към 2014 г.).
Административен център на общината е градче Досон (Dosson).